# Gekko auriverrucosus
Gekko auriverrucosus là một loài thằn lằn trong họ Gekkonidae. Loài này được Zhou & Liu mô tả khoa học đầu tiên năm 1982. Loài này là đặc hữu tỉnh Sơn Tây, Trung Quốc. Mẫu gốc tìm thấy tại Hà Tân ở cao độ 459 mét vào ngày 19/8/1980. Các mẫu vật khác thu được tại Hà Tân, Vĩnh Tế và Lâm Y. Tên gọi tiếng Anh của nó là Shanxi Gecko nghĩa là tắc kè Sơn Tây, trong khi tên gọi tiếng Trung là 耳疣壁虎 (nhĩ vưu bích hổ) nghĩa là thằn lằn/tắc kè bướu tai.